# Sandro Cavazza
Alessandro Michele Cavazza (pronunciación en italiano: /alesˈsandro miˈkɛːle kaˈvattsa/; Estocolmo; 11 de septiembre de 1992), más conocido como Sandro Cavazza, es un cantautor, excantante y compositor sueco de origen italiano. Además de su carrera en solitario, también se desempeñó como miembro del grupo sueco de pop Estraden.
Cavazza es más bien conocido por ser un frecuente colaborador del productor sueco Avicii. Juntos hicieron dos canciones: «Gonna Love Ya» y «Sunset Jesus», para el álbum Stories de Avicii. Durante un viaje por carretera a través de los Estados Unidos, Avicii y Cavazza hicieron varias canciones juntos. También aparece en el sencillo «Without You», que fue nominado a los Premios Grammis de Suecia en 2017. 
Después de la muerte de Avicii en 2018, solo «Forever Yours» se estrenó en 2020, después de que el productor noruego Kygo la terminara. Cavazza se retiró como cantante en 2022, para enfocarse en la composición.

## Biografía
Sandro Cavazza empezó a cantar en su infancia y escribió sus primeras canciones en la escuela primaria. Estudió en el College of Music de Los Ángeles y durante esa época fundó el grupo musical internacional Bonavox, que Cavazza abandonó tras su graduación en favor de sus propios proyectos. Sandro Cavazza saltó a la fama en 2015 cuando colaboró con el DJ sueco Avicii en su álbum Stories. Coescribió y cantó en los temas «Sunset Jesus» y «Gonna Love Ya», que entraron en las listas musicales suecas, llegando este último al número tres.
A mediados de 2016, se publicó el sencillo «Beautiful Life», del productor belga Lost Frequencies, en el que Cavazza aporta la voz. Llegó a los primeros puestos de las listas musicales belgas (tanto en Flandes como en Valonia) y se situó en las listas de otros países europeos. Ese mismo año, Avicii decidió hacer un viaje por carretera a través de los Estados Unidos junto a Cavazza y el resto de su equipo, donde escribieron canciones como «Forever Yours» junto a otros temas inéditos como «We Burn», «Our Love» y «Lord», los cuales más adelante pinchó Avicii en el Ultra Music Festival de 2016.
En abril de 2017, Cavazza lanzó su primer EP homónimo en solitario, que contiene cuatro canciones. En agosto, volvió a tener renombre gracias a otra colaboración con Avicii. El EP AVĪCI (01) incluye las canciones «Without You», en la que Cavazza es el cantante principal, y un remix de su canción «So Much Better» de su propio EP en solitario. «Without You» llegó directamente al número uno de las listas suecas y se convirtió en un gran éxito en toda Europa.
El 26 de octubre de 2018, salió a la luz la colaboración entre Cavazza y el productor noruego Kygo, titulada «Happy Now». Se cree que Kygo y Sandro quisieron dedicar esta canción al difunto Avicii. «Happy Now» se convirtió en un gran éxito europeo, y alcanzó las 400 millones de reproducciones en Spotify. El videoclip oficial se publicó el 2 de diciembre en el canal de YouTube de Kygo.
El 24 de enero de 2020, se lanzó la canción inédita «Forever Yours» de Avicii y Sandro Cavazza con la participación de Kygo en ella, siendo este un tributo para dicho DJ fallecido en 2018. Los beneficios recaudados se destinarán a la Fundación Tim Bergling. Ese mismo año, Kygo sacó su tercer álbum de estudio, Golden Hour, en el que aparecía una nueva colaboración con Cavazza en el sencillo «Beautiful».
El 23 de noviembre de 2021, Cavazza anunció a través de redes sociales que iba a «terminar su carrera» como artista en solitario, y que «The Days» sería su último sencillo. Alegó que los motivos por lo que lo hacía eran que las redes sociales y la competencia no lo hacían completamente feliz. Además, declaró que se centraría en su carrera como compositor y daría un concierto final en Estocolmo en 2022. A pesar de esto, apareció en la canción «All For Love» del DJ y productor alemán Felix Jaehn en 2023.

## Arte

### Influencias
Cavazza acredita a Freddie Mercury como su mayor influencia musical. Además, menciona a Eagle-Eye Cherry como otra de sus influencias debido a que: «Hay una sola grabación mía cuando tenía seis años que hizo mi tío en la que estoy cantando una canción de Eagle-Eye Cherry». Sus influencias musicales incluyen entre otros a Nirvana, Red Hot Chili Peppers, Westlife, ABBA, Max Martin, Bon Iver y Queen.

## Discografía

### Extended plays
| Título            | Detalles |
| ----------------- | --- |
| Sandro Cavazza    | - Publicado el 28 de abril de 2017 - Discográfica: Ineffable Music, Universal - Formatos: Descarga digital                |
| Weird & Talkative | - Publicado el 13 de noviembre de 2020 - Discográfica: Ineffable Music, Universal - Formatos: Descarga digital, streaming |

### Sencillos

#### Como artista principal
| «What It Feels Like»                                                                     | 2017 | —  | —  | —  | —  | —  | —  | — | —  |                   | Sandro Cavazza      |
| «Don't Hold Me»                                                                          | 2017 | —  | —  | —  | —  | —  | —  | — | —  |                   | Sandro Cavazza      |
| «So Much Better» (Remix)                                                                 | 2017 | 12 | —  | —  | —  | —  | —  | — | —  |                   | Sandro Cavazza      |
| «High with Somebody» (con P3GI-13)                                                       | 2018 | 9  | —  | —  | —  | —  | —  | — | —  | - GLF:2× Platinum | Sencillos sin álbum |
| «Here»                                                                                   | 2018 | —  | —  | —  | —  | —  | —  | — | —  |                   | Sencillos sin álbum |
| «Used To» (featuring Lou Elliotte)                                                       | 2018 | 63 | —  | —  | —  | —  | —  | — | —  |                   | Sencillos sin álbum |
| «Enemy»                                                                                  | 2019 | 43 | —  | —  | —  | —  | —  | — | —  |                   | Sencillos sin álbum |
| «Forever Yours (Avicii Tribute)» (con Avicii y Kygo)                                     | 2020 | 4  | 96 | 58 | 49 | 65 | 65 | 5 | 25 |                   | Sencillos sin álbum |
| «Sad Child» (con Brother Leo)                                                            | 2020 | —  | —  | —  | —  | —  | —  | — | —  |                   | Weird & Talkative   |
| «Lean on Me»                                                                             | 2020 | 44 | —  | —  | —  | —  | —  | — | —  |                   | Weird & Talkative   |
| «Love to Lose» (con Georgia Ku)                                                          | 2021 | —  | —  | —  | —  | —  | —  | — | —  |                   | —                   |
| «Don't Deserve This» (con Nea)                                                           | 2021 | —  | —  | —  | —  | —  | —  | — | —  |                   | —                   |
| «Shameless»                                                                              | 2021 | —  | —  | —  | —  | —  | —  | — | —  |                   | —                   |
| «The Days»                                                                               | 2022 | 68 | —  | —  | —  | —  | —  | — | —  |                   | —                   |
| «—» indica un sencillo que no ha sido catalogado o no se ha publicado en ese territorio. |      |    |    |    |    |    |    |   |    |                   |                     |

#### Como artista invitado
| «Beautiful Life» (Lost Frequencies featuring Sandro Cavazza)                             | 2016 | — | —  | 51 | 1  | 1  | 39  | 50 | 65 | — | —  | Less Is More |
| «Without You» (Avicii featuring Sandro Cavazza)                                          | 2017 | 1 | 20 | 7  | 15 | 15 | 59  | 18 | 13 | 3 | 10 | Avīci (01)   |
| «Happy Now» (Kygo featuring Sandro Cavazza)                                              | 2018 | 3 | 50 | 53 | 26 | 13 | 168 | 53 | —  | 6 | 20 |              |
| «—» indica un sencillo que no ha sido catalogado o no se ha publicado en ese territorio. |      |   |    |    |    |    |     |    |    |   |    |              |

### Apariciones en álbumes que no son sencillos
| Título                                                                                             | Año  | Mejores posiciones | Mejores posiciones | Álbum       |
| Título                                                                                             | Año  | SWE                | NOR                | Álbum       |
| -------------------------------------------------------------------------------------------------- | ---- | ------------------ | ------------------ | ----------- |
| «Gonna Love Ya» (Avicii featuring Sandro Cavazza)                                                  | 2015 | 3                  | 25                 | Stories     |
| «Sunset Jesus» (Avicii featuring Gavin DeGraw, John Dhani Lennevald, Mike Posner & Sandro Cavazza) | 2015 | 37                 | —                  | Stories     |
| «Beautiful» (Kygo featuring Sandro Cavazza)                                                        | 2020 | —                  | —                  | Golden Hour |